# رودیگر زلیگ
رودیگر زلیگ (انگلیسی: Rüdiger Selig؛ زادهٔ ۱۹ فوریهٔ ۱۹۸۹) دوچرخه‌سوار اهل آلمان است.
از باشگاه‌هایی که در آن بازی کرده‌است می‌توان به بورا–هانسگروهه، تیم ترک-سگافردو، و تیم کاتیوشا–آلپتسین اشاره کرد.